# Pithecops hylax
Pithecops hylax är en fjärilsart som beskrevs av Thomas Horsfield 1828. Pithecops hylax ingår i släktet Pithecops och familjen juvelvingar. Inga underarter finns listade i Catalogue of Life.

## Bildgalleri

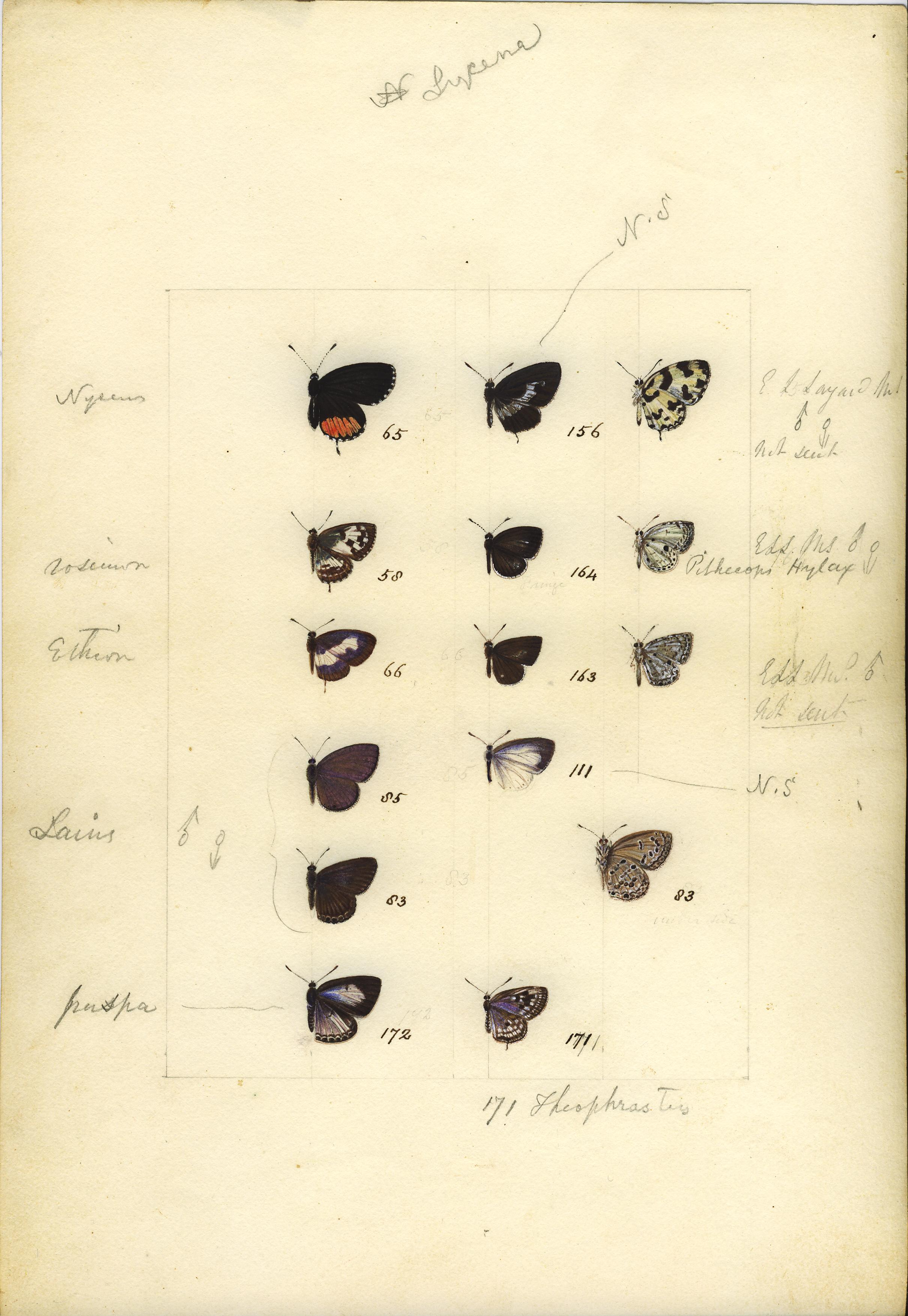